# لیسه دودسته

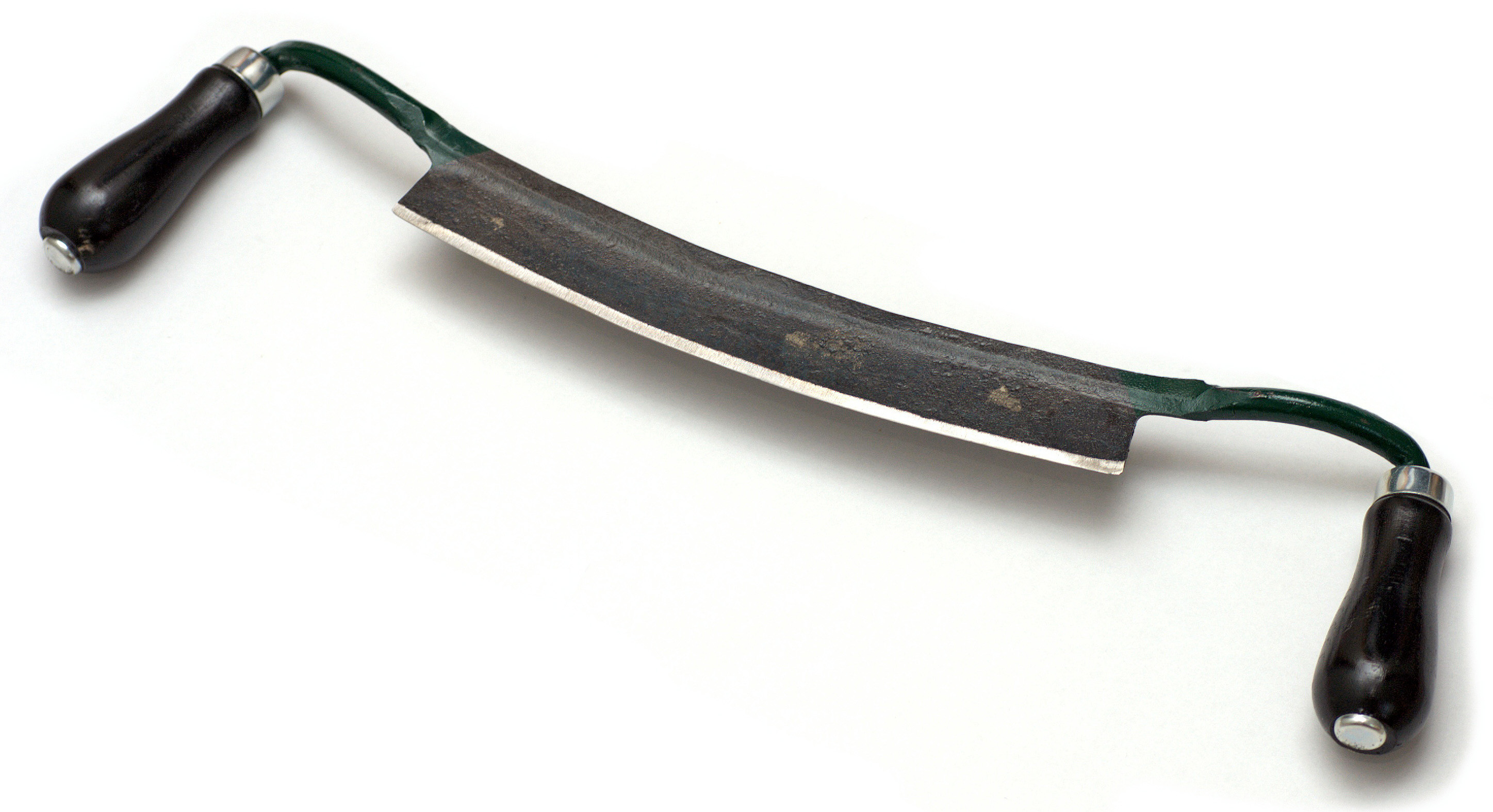
لیسهٔ دودسته سنتی

لیسهٔ دودَسته از ابزارهای درودگری است که برای شکل‌دادن به چوب با برداشتن تراشه استفاده می‌شود. این ابزار از یک تیغه با دسته در هر انتها تشکیل شده‌است.
لیسه دودسته ابزاری است با یک تیغهٔ بلند و باریک و دو دستهٔ موازی و عمود بر تیغه که کاربر برای تراشیدن سطح ماده آن را به طرف خود می‌کشد. طول تیغه (در امتداد لبه برش) بسیار بیشتر از عمق آن (از لبه برش تا لبه پشتی) است.
لیسه دودسته که در تصویر می‌بینید تیغه‌ای به طول ۲۳ سانتیمتر (۹٫۱ اینچ) دارد، هر چند لیسه‌های دودسته بسیار کوتاه‌تری نیز ساخته می‌شود. تیغه این لیسه‌ها را با پَخی اِسکِنه تیز می‌کنند که معمولاً سطحی گرد و صاف است. دسته‌های لیسه می‌توانند در زیر سطح تیغه (مانند تصویر) یا در همان سطح قرار گیرند.

## کارکرد
لیسه دودسته معمولاً برای حذف تکه‌های بزرگ چوب در کارهای صاف بر روی نما، کندن پوست درختان، یا ایجاد قطعات تقریباً گرد یا استوانه‌ای برای کار بیشتر بر روی دستگاه خراطی استفاده می‌شود. این نوه از لیسه همچنین می‌تواند مانند یک رنده یا کف‌رنده عمل کند، هنگامی که ظرافت کار کمتر از سرعت نتیجه مورد نظر باشد. تیغه نازک آن، امکان ایجاد منحنی‌های مقعر یا محدب پیچیده را فراهم می‌سازد.

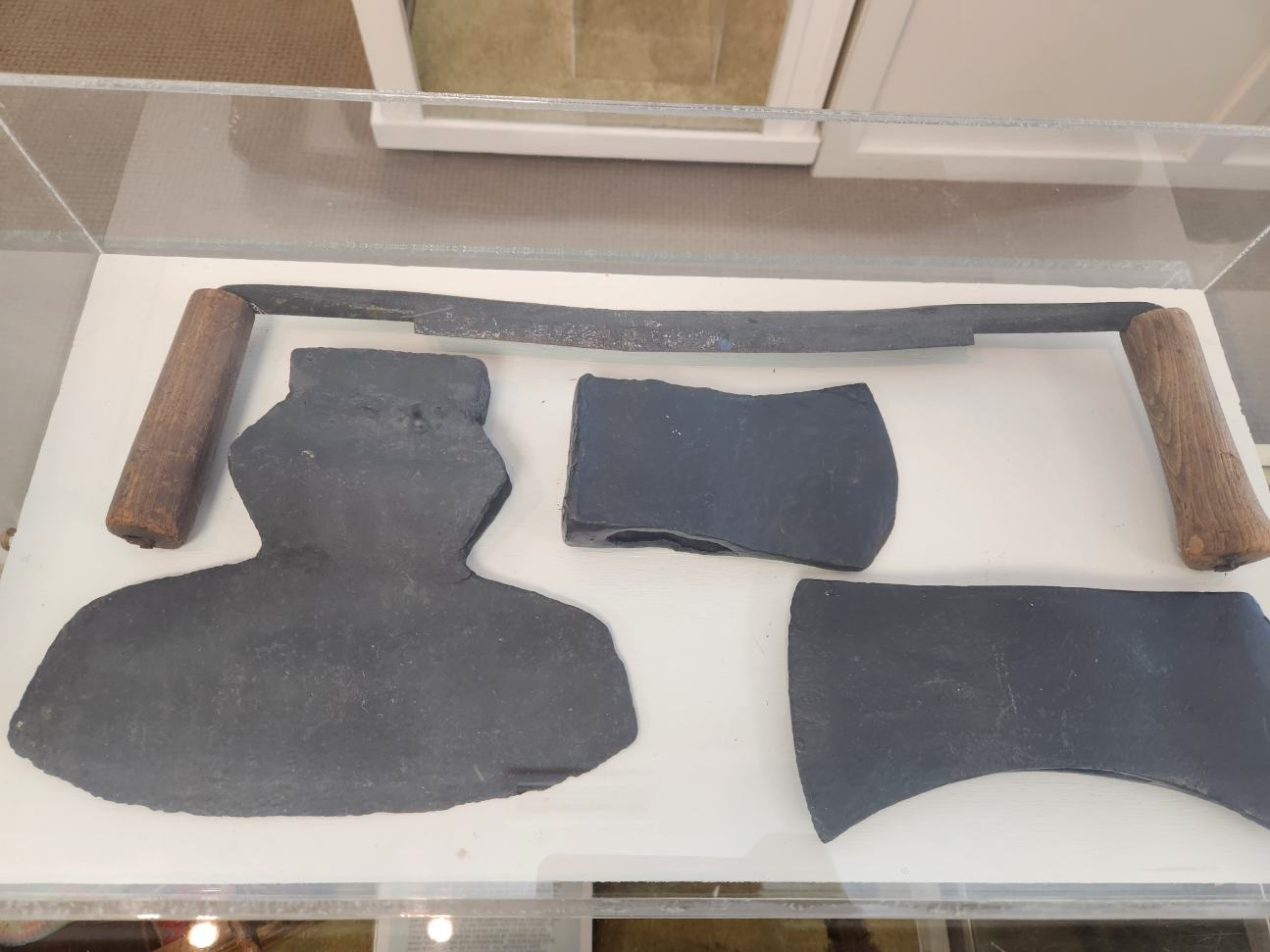
لیسه دودسته آمریکایی مربوط به حدود سال ۱۸۰۰

برخلاف رنده که دارای دهانه بسته برای کنترل تراشه است، لیسه فاقد این ویژگی بوده و بنابراین فاقد دقت برش و رنده کردن است.
لیسه همچنین یک ابزار ضروری در ساخت چوب‌های کریکت دست‌ساز است که برای شکل‌دادن به انحنای چوب مورد استفاده قرار می‌گیرد.

## شیوه کار
لیسه دودسته به‌طور ایده‌آل زمانی استفاده می‌شود که کاربر به‌صورت نشسته بر روی یک سه‌پایه سنتی قرار گرفته باشد. پایه به‌طور ایمن قطعه کار را نگه می‌دارد و فرد می‌تواند از پاهای خود برای اعمال نیروی کششی بیشتر استفاده کند. حالت ایده‌آل برای قطعه این است که الیاف چوب موازی با سه‌پایه و عمود بر تیغه لیسه باشد تا لیسه کل فیبر چوب را کنده و در مسیر مخالف آن برش نزند. بهتر است لیسه کاملاً عمود بر قطعه چوب کشیده نشود، بلکه کمی به‌صورت مورب و به سمت بالا (تیغه با زاویه کمی مایل) حرکت کرده تا نه آنکه بیشترین مقدار ممکن را از چوب جدا کند، بلکه به‌تدریج کار را «بتراشد». کاربر با ملایمت اهرم تیغه را فشار می‌دهد تا تیغه به چوب نفوذ کند و سپس با بالا یا پایین بردن دسته‌ها در حین کشیدن لیسه به سمت خود، عمق برش را کنترل می‌کند.